# Era Replica Automobiles

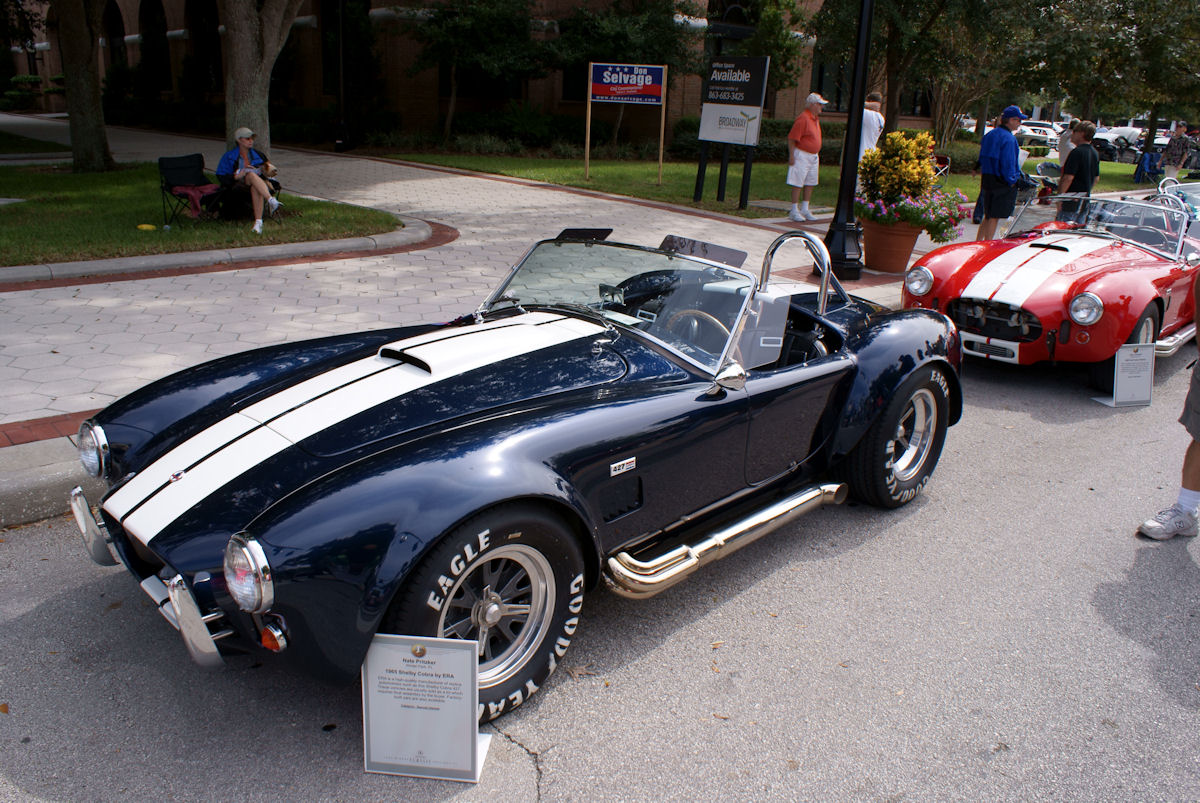
Era Cobra

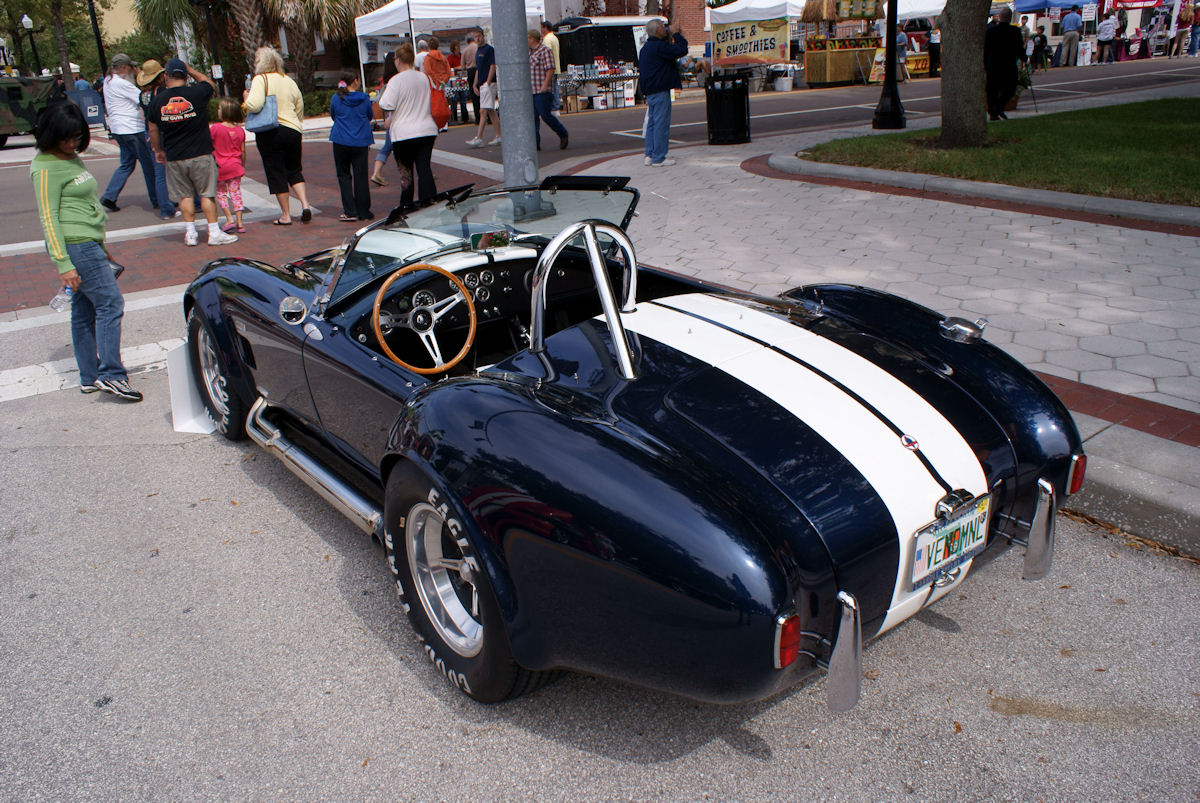
Heckansicht

Era Replica Automobiles ist ein US-amerikanischer Hersteller von Automobilen.

## Unternehmensgeschichte
Das Unternehmen hat seinen Sitz in New Britain in Connecticut. Es gibt einen Hinweis darauf, dass es ab 1967 als International Automotive Enterprises firmierte und im Bereich Restaurierung tätig war. Die Produktion von Automobilen begann 1980. Der Markenname lautet ERA.

## Fahrzeuge
Zunächst standen nur Nachbildungen des AC Cobra im Sortiment. Verschiedene V8-Motoren von Chevrolet treiben die Fahrzeuge an.
Später ergänzte der GT als Nachbau des Ford GT 40 das Sortiment, der nach Herstellerangaben nicht mehr angeboten wird. Eine Ausführung hatte einen Motor von Ford mit 5000 cm³ Hubraum, eine andere einen Motor mit 7000 cm³ Hubraum.
1998 wurde ein Projekt von D & D Corvette für Nachbildungen des Corvette übernommen.